# Tapestry of Nations
Tapestry of Nations et sa nouvelle version Tapestry of Dreams sont des parades du parc Epcot de Walt Disney World Resort. Tapestry of Nations fut présentée pour la cérémonie du nouveau millénaire à partir de 1999, puis après la fin de la commémoration, elle fut raccourcie et renommée Tapestry of Dreams.

## Les spectacles

### Tapestry of Nations
Le spectacle fut présenté deux fois par soirée durant sa période de représentations, la première vers 18h30 puis vers 20h15 juste avant IllumiNations : Reflections of Earth.
- Représentations: 1er octobre 1999 au 9 septembre 2001[1]
- Durée : 32 min puis 23 min à partir de janvier 2000.
- Personnages :
  - Nombre : 120 poupées géantes
  - Hauteur maximale : 6 m
- Attraction suivante:
  - Tapestry of Dreams

#### Le spectacle
La parade était composée de trois flottes identiques:
- La flotte A partait du pavillon du Mexique vers celui de l'Allemagne.
- La flotte B partait du pavillon de l'Allemagne vers celui du Maroc
- La flotte C partait du pavillon du Maroc vers celui du Canada

La représentation de début de soirée était d'est en ouest tandis que celle plus tardive était d'ouest en est, le flotte allant donc dans le sens contraire.
Le thème était de montrer l'unité et la paix du monde à travers une grande variété de marionnettes géantes et de percussionnistes. les marionnettes sont l'œuvre de Michael Curry qui réalisa aussi celles du spectacle musical Le Roi lion présenté à Broadway. La musique a été composée par Gavin Greenaway.
La parade est dirigée par un personnage nommé le Maître du Temps, possédant un costume élaboré avec des symboles d'alchimies, dune frange dorée sur une robe blanche, un bâton et un chapeau orné d'un soleil souriant.
Les poupées sont :
- La Marionnette Inversée, une poupée géante multicolore portant dans ses bras par une petite poupée
- L'Homme disque, un très grand personnage composé de disques et de dreadlocks. C'est la plus grande des marionnettes.
- L'Homme marteau, un humanoïde fait de pièces de métal.
- Le Lutin, un personnage ailé avec une queue de pan.
- La Fille ange, un personnage féminin avec d'importantes ailes et un visage humain.
- La Fille agitée, similaire à l'ange mais avec des ailes plus petite et pas de visage.
- L'Homme oiseau, un personnage masculin avec d'importantes ailes et une tête de grue. C'est la plus difficile à manipuler.
- L'Homme aztèque, un personnage au visage d'inspiration aztèque, de petites ailes terminées par des plumes de rapaces.

### Tapestry of Dreams
La principale différence est l'ajout de souhaits d'enfants dans la bande sonore, représentant les souhaits des enfants du monde tandis que le milieu de la parade rend hommage à Walt Disney afin de s'intégrer à la cérémonie 100 ans de magie.
- Représentations: 1er octobre 2001 (soft opening 24 septembre 2001) au 1er mars 2003[2]
- Durée : 20 min
- Parade précédente :
  - Tapestry of Nations

#### Le spectacle
Le spectacle est identique à Tapestry of Nations, mais le personnage du Maître du Temps a été remplacé par les Chercheurs de Rêves, un trio d'elfes ouvrant et fermant la parade, récoltant les morceaux de rêves que les enfants avaient gagnés aux Kidstations disséminées dans le parc EPCOT. Les elfes sont 
- Leonardo Columbus, récolteur de l'imaginaire et de l'invention
- Elfin pour la nature, la magie et l'émotion
- Cosmo pour l'espace et l'inconnu.